# Sinsation
Sinsation – czwarty album studyjny założonej przez Raymonda Wattsa formacji PIG, wydany w kwietniu 1995 roku w Japonii i rok później w Stanach Zjednoczonych.

## Lista utworów
1. "Serial Killer Thriller" – 6:16
2. "Hamstrung on the Highway" – 5:34
3. "Golgotha" – 1:40
4. "The Sick" – 5:06
5. "Painiac (Nothing Touches Me)" – 6:07
6. "Shell" – 3:26
7. "Analgesia" – 5:26
8. "Volcano" – 5:09
9. "Hot Hole" – 4:52
10. "Transceration" – 2:52